# Malcolm McArthur

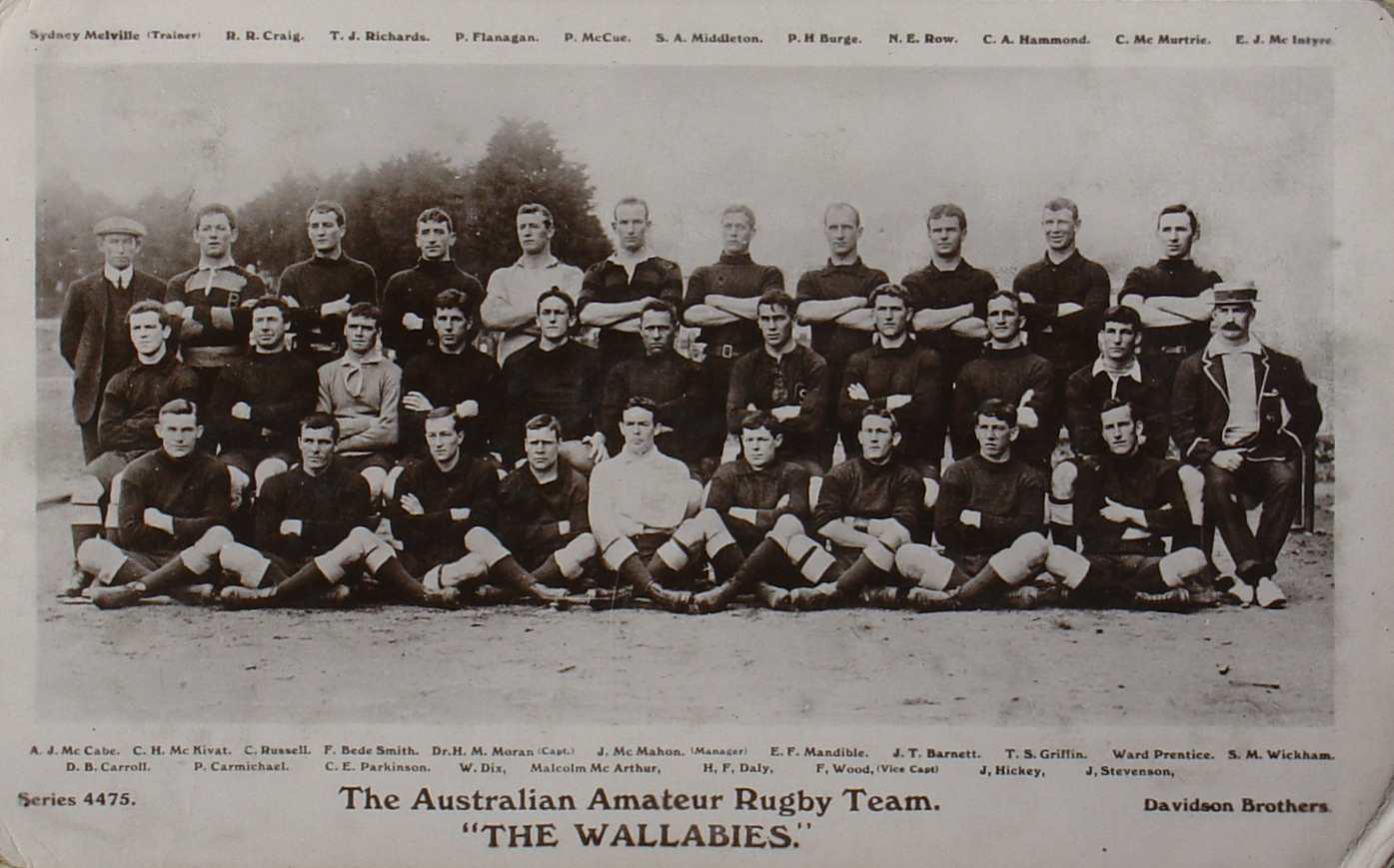
Equip de rugbi australià durant una gira per Europa i Estats Units l'any 1908.

Malcolm Julian "Mannie" McArthur (Sydney, 30 de juliol de 1882 – Albury, Nova Gal·les del Sud, 6 de juliol de 1961) va ser un jugador de rugbi australià que va competir a començaments del segle xx.
El 1908 va guanyar la medalla d'or en la competició de rugbi dels Jocs Olímpics de Londres.
Va ser seleccionat per prendre part en la gira que la selecció australiana va fer per Europa entre 1908 i 1909.